# Un sourire dans la tempête
Pour les articles homonymes, voir La Tempête.
Pour plus de détails, voir Fiche technique et Distribution.

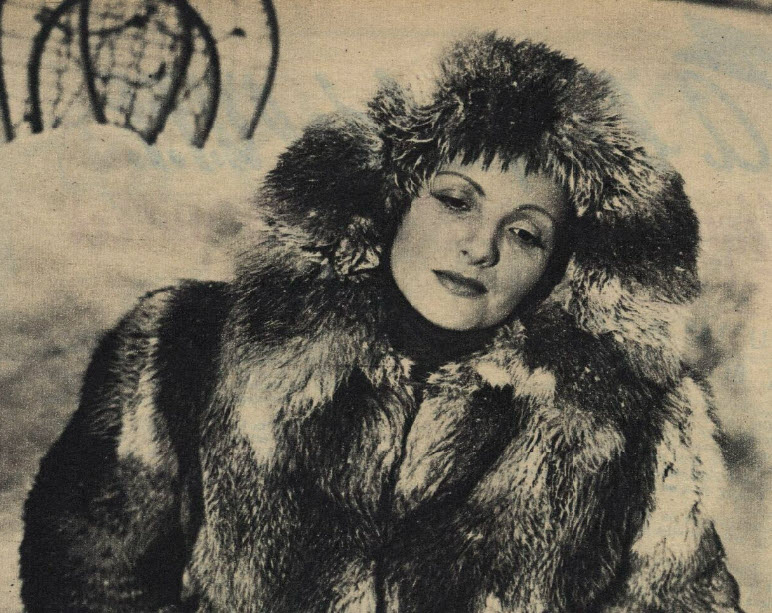
Michèle Martin dans Un sourire dans la tempête.

Un sourire dans la tempête est un film français réalisé par René Chanas, sorti en 1951.

## Fiche technique
- Titre : Un sourire dans la tempête[1]
- Réalisation : René Chanas
- Scénario et dialogues : René Chanas et René Lefèvre, d'après le roman de Maurice Constantin-Weyer
- Photographie : Roger Dormoy
- Son : Robert Teisseire
- Décors : Fred Marpaux
- Musique : Jean Wiéner
- Montage : Claude Nicole
- Société de production :  Acteurs et Techniciens Associés du Cinéma (ATAC)
- Pays d'origine :  France
- Format : Noir et blanc — 35 mm — 1,37:1 — Son : Mono
- Genre : Film d'aventure
- Durée : 95 minutes
- Date de sortie : 
  - France - 2 mars 1951
- Affiche : René Péron (France)

## Distribution
- Roger Pigaut : François
- Jean-Pierre Kérien : Jean
- Richard Ney : M. Martin
- Michèle Martin : Katarina
- Raymond Bussières : Paname
- Robert Berry : Lewis
- Albert Malbert : Courrier
- Bill-Bocketts
- Guy Provost